# Béla Lugosi
Béla Lugosi era el nom artístic de l'actor hongarès Béla Ferenc Dezso Blaskó (Lugoj, 20 d'octubre de 1882 - Los Angeles, 16 d'agost de 1956). Fou també un destacat dirigent sindicalista i antifeixista en el període d'entreguerres.

## Biografia
Va nàixer a Lugos, Transsilvània, regió austrohongaresa (avui Lugoj, Romania), el més petit dels quatre fills d'un banquer. Va començar la seua carrera com a actor a Europa, treballant en algunes obres de Shakespeare. Durant la Primera Guerra Mundial va participar com a tinent d'infanteria; després de la contesa va formar part activa en l'esquerra del seu país i va fundar el sindicat d'actors. L'any 1917 va contraure matrimoni amb Ilona Szmik, de qui se separaria l'any 1920.
Va haver d'exiliar-se a causa de la seva activitat política, primer a Alemanya el 1919; posteriorment va abandonar Europa i es va traslladar als Estats Units d'Amèrica. Als Estats Units va rebre el paper de la seva vida, el del Comte Dràcula, paper que va interpretar primer als teatres de Broadway i en diverses gires, i que posteriorment va portar a la pantalla de la mà de Tod Browning en Dracula (1931). La pel·lícula va ser un èxit, però Lugosi es va encasellar en papers de terror amb pel·lícules com White Zombie, Scared to Death o Zombies on Broadway. Va rebutjar interpretar el monstre en Frankenstein però va realitzar un bon treball interpretant el trastornat "Ygor" en dues seqüeles, Son of Frankenstein i Ghost of Frankenstein, abans d'acceptar interpretar finalment el monstre a Frankenstein i l'home llop. Va tenir també un petit paper en la comèdia clàssica Ninotchka junt amb Greta Garbo.
Molts films, com The Black Cat i l'anteriorment esmentat Son of Frankenstein, van equiparar Lugosi amb el seu major rival en el món del cinema de terror, Boris Karloff. L'actitud de Lugosi davant Karloff és tema de moltes i molt variades opinions entre els experts i historiadors de cinema. Molts d'ells ens parlen d'un Lugosi ressentit per l'èxit i l'habilitat de Karloff d'aconseguir millors papers dins de l'escena del cinema de terror, mentre que altres històries comenten que entre ambdós actors -almenys durant un temps- va existir una molt bona amistat.
Anys més tard, els papers van deixar d'arribar-li i es va tornar addicte a la morfina, la qual cosa no li va impedir de recrear per última vegada el paper de Dràcula en la pel·lícula Bud Abbott and Lou Costello meet Frankenstein, el 1948.
Ja quasi al final de la seva vida, va tornar novament a aparèixer en pel·lícules, tot i que foren de pèssima qualitat. Edward D. Wood Jr., des de sempre un fan de Lugosi, li va oferir nombrosos papers en les seues pel·lícules, sempre interpretant alguna variant del clàssic mad doctor (científic boig) o de Vampir, fins i tot en pel·lícules —com Glen or Glenda— en què el seu paper no tenia cap sentit. La pel·lícula biogràfica d'Ed Wood, (Ed Wood - 1994), dirigida per Tim Burton, reflecteix -entre altres aspectes- les relacions del director amb Lugosi, interpretat per Martin Landau. Com a conseqüència de les seues aparicions en pel·lícules de sèrie B, va aparèixer en alguns episodis de la sèrie de televisió Mystery Science Theater 3000, especialment en el film Bride of the Monster.
Un dels papers més infames de Lugosi va ser el que va interpretar en una pel·lícula ja clàssica que seria estrenada després de la seua mort. Pla 9 des de l'espai d'Ed Wood contenia metratge de Lugosi intercalat amb escenes d'un doble seu que no s'hi assemblava gens. Wood havia tingut enormes dificultats per a finançar el projecte, i només va ser capaç de filmar escenes curtes i mudes que planejava incorporar en el muntatge final una vegada haguera trobat la resta del seu finançament. Això no obstant, Lugosi va morir tres anys abans que arribara el finançament total del projecte (que finalment va obtenir de l'Església Baptista de Beverly Hills!). Així que Wood va contractar al quiropràctic de la seua esposa per a doblar a Lugosi, a qui podem distingir de l'autèntic Dràcula pel fet que no s'assembla gens a Lugosi i perquè es cobreix la cara amb una capa en cada una de les seues aparicions.
Al contrari del que podem veure en l'Ed Wood de Tim Burton, Lugosi no va rebre un acte d'estrella en Pla 9 des de l'espai. Això no obstant, sí que se'l va anomenar com a estrella invitada, en els crèdits, sota Tor Johnson, Vampira i Kenne Duncan.
Va morir d'un atac de cor a l'edat de 73 anys a Los Angeles, assegut en una cadira. La llegenda del terror ens abandonava interpretant també en la mort al seu personatge més volgut i que més satisfaccions li va donar en vida, el comte Dràcula: Lugosi, com bé indicava el seu testament, va ser incinerat amortallat amb la seva disfressa de vampir, en el Holy Cross Cemetery de Culver City, Califòrnia.

## Filmografia
- 1918: Lulu de Michael Curtiz
- 1920: Der Januskopf de Friedrich Wilhelm Murnau: El majordom del Dr. Warrens
- 1920: The Last of the Mohicans de Clarence Brown i Maurice Tourneur (No surt als crèdits)
- 1924: He who gets slapped) (no surt als crèdits) de Victor Sjöström: El clown
- 1925: The Midnight Girl de Wilfred Noy: Nicholas Schuyler
- 1925: Daughters Who Pay de George Terwilliger: Serge Romonsky
- 1926: Punchinello de Duncan Renaldo
- 1928: How to Handle Woman de William James Craft
- 1928: The Veiled Woman d'Emmett J. Flynn
- 1929: Prisoners de William A. Seiter
- 1929: The Thirteenth Chair de Tod Browning: Inspector Delzante
- 1930: Such Men Are Dangerous de Kenneth Hawks
- 1930: Renegades de Victor Fleming
- 1930: Oh, For a Man! de Hamilton MacFadden: Frescatti
- 1930: Nuits viennoises d'Alan Crosland: El comte Von Ratz
- 1931: Dracula de Tod Browning: Comte Dràcula
- 1931: The Black Camel de Hamilton MacFadden: Tarneverro/Arthur Mayo
- 1932: Murders in the Rue Morgue de Robert Florey: Doctor Mirakle
- 1932: White Zombie de Victor Halperin: Legendre
- 1933: L'Illa del Doctor Moreau d'Erle C. Kenton: el jutge
- 1934: The Black Cat d'Edgar George Ulmer: Hjalmar Poelzig
- 1935: The Mystery of the Mary Celeste de Denison Clift: Anton Lerezten
- 1935: The Raven de Lew Landers: Dr. Richard Vollin
- 1935: Mark of the Vampire de Tod Browning: El comte Mora
- 1936: The Invisible Ray de Lambert Hillyer: Dr. Felix Bennet
- 1939: Ninotchka d'Ernst Lubitsch: Comissari Rabizin
- 1939: The Gorilla d'Allan Dwan: Peters
- 1940: The Devil Bat de Jean Yarbrough: Doctor Paul Carruthers
- 1940: Black Friday d'Arthur Lubin
- 1940: The Human Monster de Walter Summers
- 1941: Invisible ghost de Joseph H. Lewis
- 1941: The Black Cat, d'Albert S. Rogell
- 1941: The Wolf Man de George Waggner: Bela
- 1942: The corpse vanishes de Wallace Fox: Dr. Lorenz
- 1942: Bowery at Midnight de Wallace Fox: Professor Frederick Brenner, àlias Karl Wagner
- 1942: Black Dragons de William Nigh: Dr. Melcher
- 1942: Night Monster de Ford Beebe: Rolf
- 1942: Frankenstein i l'home llop (Frankenstein Meets the Wolf Man) de Roy William Neill: El monstre de Frankenstein
- 1943: Ghosts on the Loose de William Beaudine: Emil
- 1944: The Return of the Vampire de Lew Landers
- 1944: Voodoo Man de William Beaudine: Dr. Richard Marlowe
- 1945: Zombies on Broadway de Gordon Douglas: Dr. Paul Renault
- 1945: Els lladres de cossos (The Body Snatcher) de Robert Wise: Joseph
- 1947: Scared to Death de Christy Cabanne: Professor Leonid
- 1949: Abbott and Costello meet Frankenstein de Charles Barton: Dràcula
- 1953: Glen o Glenda d'Ed Wood: El narrador
- 1956: La promesa del monstre (Bride of the Monster) d'Ed Wood: Dr. Eric Vorlof
- 1956: The Black Sleep de Reginald El Borg: Casimir
- 1959: Pla 9 des de l'espai (Plan 9 from Outer Space) d'Ed Wood: l'home-vampir